# П'єро Пасторе
П'єтро Маріо Пасторе, більш відомий як П'єро Пасторе (італ. Pietro Mario Pastore; 3 квітня 1903, Падуя — 8 січня 1968, Рим) — італійський футболіст, що грав на позиції нападника. По завершенні ігрової кар'єри — тренер. Виступав за національну збірну Італії. Чемпіон Італії. 

## Клубна кар'єра
У дорослому футболі дебютував 1920 року виступами за команду клубу «Падова», в якій провів три сезони, взявши участь у 20 матчах чемпіонату.
Своєю грою за цю команду привернув увагу представників тренерського штабу клубу «Ювентус», до складу якого приєднався 1923 року. Відіграв за «стару сеньйору» наступні чотири сезони своєї ігрової кар'єри. За цей час виборов титул чемпіона Італії 1926 року. Був одним з головних творців тієї перемоги, забивши 27 голів у 22 матчах.
Згодом з 1927 по 1935 рік грав у складі команд клубів «Мілан», «Лаціо» та «Перуджа».
Завершив ігрову кар'єру у клубі «Рома», за команду якого виступав протягом 1935—1936 років.

## Виступи за збірні
1927 року захищав кольори олімпійської збірної Італії. У складі цієї команди провів 2 матчі, забив 2 голи.
У складі збірної був учасником футбольного турніру на Олімпійських іграх 1928 року в Амстердамі, на якому команда здобула бронзові нагороди. Був у заявці збірної, але на поле не виходив.

## Кар'єра тренера
Розпочав тренерську кар'єру, повернувшись до футболу після невеликої перерви, 1941 року, очоливши тренерський штаб клубу «Віджилі дель Фуоко».
Останнім місцем тренерської роботи був клуб «Тіволі», головним тренером команди якого П'єро Пасторе був 1949.

## Досягнення
- Чемпіон Італії:

«Ювентус»: 1925–1926
- Бронзовий олімпійський призер: 1928